# Otelo (voleibolista)
 Otelo Correa dos Santos Neto  (Rio de Janeiro, 21 de janeiro de 1979), é um  voleibolista indoor  brasileiro que atua com Oposto que possui vasta experiência em clubes nacionais e fora do Basil.Foi  medalha de prata no Campeonato Sul-Americano de Clubes de Voleibol Masculino sediado no Uruguai no ano de 2002.

## Carreira
Na temporada 1995-96 defendia a equipe Olympikus/Telesp e conquistou o título da Superliga Brasileira A 1995-96 a temporada seguinte disputou a Superliga Brasileira  A 1996-97 terminando na sexta posição atuando pela Ulbra/Diadora.
Jogou na temporada 2001-02 pelo CSSE/Petrópolis  quando conquistou o título carioca na edição disputada no ano de 2001. Após o campeão e o vice-campeão da Superliga 2001-02 desistirem da disputa do Campeonato Sul-Americano de Clubes de 2002, sua equipe em substituição a estas equipes disputou tal competição, mesmo sendo modesta em relação aos times da Superliga Brasileira da época, fez uma bela campanha e chegou a final, conquistando assim a medalha de prata, além disso foi eleito o melhor sacador da competição.
Se transferiu para o Andorra TraxData, clube com muitos brasileiros, como Rafael Redwitz  e outros atletas, clube pelo qual  vestindo a camisa#8  o defendeu na temporada 2002-03 sendo bronze na Superliga Espanhola 2002-03   e na 2003-04,   terminou na quarta colocação e chegou a disputar a fase final da  XXVIII  Copa de S.M. Rei da Espanha.
Disputou ainda a  Copa  CEV  2003-04 por este clube, e contribuiu para classificação para  as oitavas de final, mas perdeu a chance de avançar na competição, sucumbindo diante do clube italiano Kerakoll Modena  por 3x0(25-18, 25-23 e 25-10) .
Jogou a temporada 2005-06 pelo Barcelona .Na temporada 2006-07, acerta com o clube espanhol MultiCaja Fábregas Sporte na Superliga Espanhola 2006-07 terminou na nona posição, terminou na sétima colocação da Superliga Espanhola 2007-08.
Pelo Fabregas Sport Multicaja disputou a Copa do Rei da Espanha 2008, passou  pelo Drac Palma CV Portol  por 3x2 pelas quartas de final Na semifinal   perdeu  3x1 para o Ciudad Del Medio Ambiente Soria a chance de disputar a final.
Já pela Superliga Espanhol 2007-08  Otelo  atuou pela equipe na eliminação nas quartas de final , perdendo as duas partidas ambas por 3x1 para o Unicaja Arukasur.Disputou a final da Copa FEV 2007 
Na temporada 2008-09 voltou a defender  equipe do Barcelona, jogando na posição de ponteiro passador com  camisa# 18  disputou a XXXIV Copa de S.M. Rei da Espanha 2009  e sucumbiu nas quartas de final perdendo por 3x0 (25-21, 25-14 e 25-15) para o clube Unicaja Almeria.
Na Superliga Espanhola 2008-09, sua equipe não fez uma boa campanha e terminou apenas na nona posição, ficando fora dos playoffs.

## Clubes
| Clube                    | País      | De   | Até  |
| Olympikus/Telesp         | Brasil    | 1995 | 1996 |
| Ulbra/Diadora            | Brasil    | 1996 | 1997 |
| CSSE/Petrópolis          | Brasil    | 2001 | 2002 |
| Rosario Central          | Argentina | 2002 | 2002 |
| Andorra TraxData         | Andorra   | 2002 | 2005 |
| FC Barcelona             | Argentina | 2005 | 2006 |
| MultiCaja Fábregas Sport | Espanha   | 2006 | 2008 |
| FC Barcelona             | Espanha   | 2008 | 2009 |

.

## Títulos e Resultados
- 1995-96- Campeão da Superliga Brasileira-Série A [2][3]
- 1996-97-6º Lugar da Superliga Brasileira-Série A [3]
- 2002-03-3º Lugar Superliga Espanhola A[2][7]
- 2003-04-4º Lugar Superliga Espanhola A[2][7]
- 2004-05-10º Lugar Superliga Espanhola A [7]
- 2006-07-9º Lugar Superliga Espanhola A [7]
- 2007- Vice-campeão da Copa FEV [12]
- 2007-08- 7º Lugar Superliga Espanhola A [7]
- 2008-09- 9º Lugar Superliga Espanhola A [7][16]

## Premiações Individuais
- Melhor Sacador do Campeonato Sul-Americano de Clubes de Voleibol  Masculino de 2002[1][2]